# Nielsine Nielsen
Nielsine Mathilde Nielsen (Svendborg, 10 de junio de 1850-Copenhague, 8 de octubre de 1916) fue la primera mujer académica y médica en Dinamarca. Se graduó en 1885 y en 1889 estableció su propia práctica médica y trabajó como médica generalista en Copenhague. Participó activamente en el movimiento de igualdad de género a través de su trabajo en la Sociedad de Mujeres Danesas.

## Primeros años de vida
Sus padres eran el armador Lars Nielsen (1808-1886) y Karen Jensen (1811-1882). Se crio en Svendborg. Era la menor de seis hermanos. Durante su infancia, ella y su hermana enfermaron de fiebre tifoidea, estuvo grave aunque pudo recuperarse y su hermana falleció.

## Carrera
En 1868 se formó como profesora en el Instituto Frøknerne Villemoes-Qvistgaards en Copenhague y trabajó como institutriz en las provincias un par de años. En 1874, mantuvo correspondencia con la médica sueca Charlotte Yhlen, quien le aconsejó que se pusiera en contacto con el parlamentario danés C. E. Fenger, conocido por apoyar los derechos de la mujer y que anteriormente había apoyado a la primera telegrafista danesa, Mathilde Fibiger. Fenger envió su solicitud para estudiar medicina en la universidad al ministerio de educación.
En 1875 un real decreto dictó la reforma para permitir el acceso de las mujeres a la educación universitaria. En 1877, junto a Johanne Gleerup, se alistó como las dos primeras estudiantes universitarias en Dinamarca. Recibió una pequeña asignación del Dansk Kvindesamfund para que económicamente pudiera seguir sus estudios. Se graduó de médica y doctora en 1885.
Se estableció como médica en Copenhague. Había planeado especializarse en ginecología, pero el único ginecólogo danés en ese momento, F. Howitz, no la aceptó. Sin embargo, en 1906 fue nombrada especialista comunal en enfermedades venéreas y comprometida con los derechos de las prostitutas.
Nielsine Nielsen participó activamente en el movimiento de mujeres a través del Dansk Kvindesamfund (DK). Sin embargo, crítica de la demasiado cuidadosa DK, se involucró en grupos de mujeres más radicales. Entre 1893 y 1898, fue presidenta de la Asociación de sufragio femenino Kvindevalgretsforeningen (KVF). En 1904, junto con Louise Nørlund, Birgitte Berg Nielsen y Alvilda Harbou Hoff se convirtieron en las primeras mujeres miembros del partido liberal. En 1907 fue una de las cofundadoras de Landsforbundet para Kvinders Valgret.

## Legado
Una carretera lleva su nombre en Rigshospitalet; y también, uno de los hospitales más grandes de Dinamarca y el hospital más especializado de Copenhague.